# 1955年11月29日月食
1955年11月29日月食为一次在协调世界时1955年11月29日出現的月偏食。該次月食半影食分為1.117、全影食分為0.125。偏食維持了38分。

## 概述
這次月食的食分是4.32，偏食維持了38分。

## 基本參數
- 類型：月偏食
- 食甚資料：
  - 日期：1955年11月29日
  - 時間：16:59
  - 月球位置：赤經4.32度、赤緯22.4度
  - 食分：半影食分：1.117、全影食分：0.125
  - 持續時間：偏食38分

## 外部連結
- NASA月食專頁（页面存档备份，存于）（英文）